# NGC 4509
NGC 4509 este o galaxie spirală situată în constelația Câinii de Vânătoare. A fost descoperită în 11 martie 1828 de către John Herschel. Se află la o distanță de 11,1 megaparseci de Pământ.